# Skua Terrace
Die Scua Terrace (englisch für Raubmöwenterrasse) ist eine Terrasse auf Signy Island im Archipel der Südlichen Orkneyinseln. Sie erstreckt sich in nord-südlicher Ausdehnung von der Umgebung der Spindrift Rocks bis zur Umgebung der Express Cove.
Das UK Antarctic Place-Names Committee benannte sie 1991 nach der hier angetroffenen großen Zahl von Brutpaaren des Subantarktikskuas (Stercorarius antarcticus).